# Märtyrer von Rochefort
Die 64 Märtyrer von Rochefort bilden die von Papst Johannes Paul II.  im Jahr 1995 seliggesprochene Teilgruppe der im Zuge von Verfolgungen oppositioneller Geistlicher nach der Französischen Revolution deportierten und in Gefängnisschiffen vor Rochefort unter unmenschlichen Bedingungen festgehaltenen 829 römisch-katholischen Geistlichen, von denen mindestens 505 starben.

## Geschichte

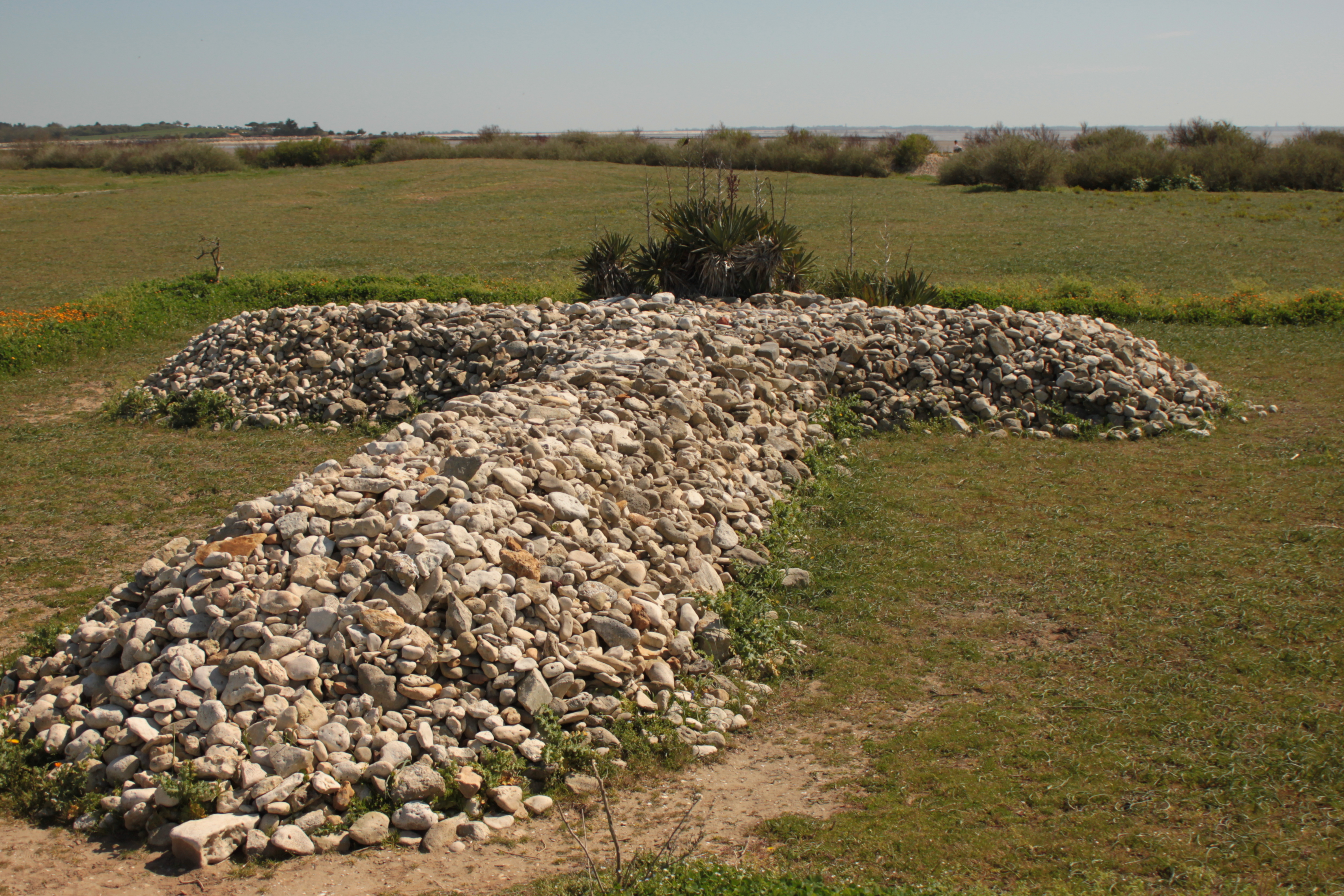
Gedenkkreuz aus Steinen auf der Île Madame

Im Rahmen der sich zunehmend radikalisierenden Entchristianisierungspolitik der Französischen Revolution wurde am 21. Oktober 1793 das Dekret Nr. 906 über die Deportation von Geistlichen nach Westafrika erlassen, das alle Priester betraf, die den Eid auf die Zivilverfassung des Klerus verweigert (die sogenannten réfractaires) oder widerrufen hatten oder die wegen „Mangels an revolutionärem Bürgersinn“ (incivisme) denunziert worden waren. Wer aus dieser Gruppe noch nicht emigriert war oder sich nicht verstecken konnte oder wollte, wurde festgenommen und zusammen mit anderen Verbannten zwischen März und Juli 1794 in Gruppen unter militärischer oder polizeilicher Bewachung auf Pferdekarren nach Nantes, Bordeaux oder Rochefort transportiert. Von den insgesamt 2412 deportierten Geistlichen kamen 829 nach Rochefort und wurden dort auf Gefängnisschiffen (französisch pontons) interniert, vor allem die Deux-Associés und die Washington, zwei ehemalige Sklavenschiffe. Die ersten Gefangenen wurden am 11. April 1794 auf die Deux-Associés gebracht, die eigentlich für den Transport von 40 Sklaven vorgesehen war und auf der zeitweise bis zu 400 gefangene Priester hausten. Mitte Juni kam die Washington hinzu. Ein Auslaufen nach Afrika wurde nie ernsthaft erwogen, zumal die Schiffe dazu auch gänzlich ungeeignet waren und das Verlassen der französischen Häfen wegen der britischen Seeblockade ohnehin nicht möglich war.
Die Priester wurden auf den überfüllten Schiffen in qualvoller Enge unter strengster Bewachung, bei unzureichender Ernährung und unter schrecklichen hygienischen Verhältnissen festgehalten. Es gab ein strenges Verbot, zu beten und Lateinisch zu sprechen. Nachdem die Zustände an Bord unerträglich geworden waren, wurde im August die Ausschiffung der Kranken auf die Insel Citoyenne (heutige Île Madame, Teil von Port-des-Barques) angeordnet, wo ein provisorisches Zeltlazarett hergerichtet wurde. Von 83 vom 18. bis zum 20. August 1794 auf die Insel gebrachten Gefangenen starben 36 binnen weniger Stunden nach ihrer Ankunft. Ende Oktober wurde das Lazarett wegen der rauen Wetterbedingungen geschlossen, nachdem viele Zelte vom Wind weggeweht worden waren, und alle Gefangenen mussten den Winter wieder auf den Schiffen verbringen. Bedingt durch die Veränderungen der politischen Lage in Frankreich war die Behandlung durch die Bewacher seit Spätherbst 1794 etwas milder und die Priester durften die Schiffe im Januar 1795 verlassen; die Überlebenden mussten in zwei Gruppen nach Saintes marschieren und wurden dort freigelassen. Insgesamt starben mindestens 505 der 829 Priester, vorwiegend in der Zeit von Juni bis September 1794, an Fleckfieber oder Entkräftung. Etwa die Hälfte wurde auf der Insel Aix bei Fouras begraben, 254 auf Citoyenne/Madame, wo heute ein aus Kieseln geformtes, liegendes Kreuz an die Märtyrer erinnert.

## Rezeption
1796 und 1803 wurden von Überlebenden insgesamt drei Berichte veröffentlicht. 1806 ließ der Überlebende Pierre-Grégoire Labiche de Reignefort eine „sehr ausführliche Darstellung der Dinge, die von den 1794 und 1795 wegen Eidesverweigerung an Bord der Schiffe Les Deux Associés und Le Washington festgesetzten Priester um der Religion willen im Hafen der Insel Aix und Umgebung erlitten wurden“ (Relation très-détaillée de ce qu’ont souffert pour la religion les prêtres... détenus en 1794 et 1795 pour refus de serment à bord des vaisseaux « Les Deux Associés » et « Le Washington », dans la rade de l’île d’Aix ou aux environs) drucken, die einen von seiner Gefangenengruppe verfassten Aufruf enthält und die Geisteshaltung und Zukunftshoffnung dieses Teils der Opfer illustriert. Diesem Zeugnis zufolge versprachen die Überlebenden, ihr Leiden in Ergebung in den Willen Gottes mit gelassener Seelenruhe zu tragen, Diskretion über das Erlebte zu wahren und keine Fragen zu beantworten, insbesondere Stillschweigen über etwaige Schwächen und Fehler gefangener Mitbrüder zu bewahren und nach ihrer Freilassung kein Bedauern über materielle Verluste und keinen Groll zu hegen und auf künftige politische Betätigung zu verzichten.
Kaiser Napoleon Bonaparte unterband im Interesse der nationalen Versöhnung jede öffentliche Erörterung des Themas, sodass das Schicksal der Priester über die Jahrzehnte in Vergessenheit geriet. Nur in der engeren Umgebung der betroffenen Orte blieb die Erinnerung an die Geschehnisse im Volksgedächtnis erhalten. 1863 erfuhr der neue Pfarrer von Saint-Nazaire-sur-Charente bei Rochefort, Isidore Manseau, von den Ereignissen und machte 1886 durch eine zweibändige Publikation darauf aufmerksam. Auch das 1821 während der royalistischen Restauration unter Ludwig XVIII. veröffentlichte Martyrologium der französischen Revolution des ehemaligen Dominikaners Aimé Guillon de Montléon, der die Opfer der religiösen Verfolgungen im revolutionären Frankreich in die Kontinuität der frühchristlichen Märtyrer stellte, enthielt bereits ein längeres Kapitel über das Schicksal der Schiffsinsassen von Rochefort.

## Verehrung
1910 begann die bis heute andauernde Tradition einer jährlich im August stattfindenden Wallfahrt nach Port-des-Barques. Gleichzeitig lancierte Bischof Jean-Auguste-François-Eutrope Eyssautier von La Rochelle die Vorinformation für einen Seligsprechungsprozess, für den Pierre Lemonnier (1848–1924) das 1916 und 1917 publizierte Material (u. a. 590 Kurzbiografien) zusammentrug. Angesichts der hohen Anforderungen, die in Rom für die Seligsprechung gestellt werden, musste der Prozess nach dem Tod von Lemonnier durch seinen Nachfolger Léandre Poivert neu aufgerollt werden. Ihm kam zugute, dass der Historiker Jacques Hérissay (1882–1969) mittlerweile das 1925 von der Académie Française preisgekrönte Buch Les pontons de Rochefort (1792–1795) veröffentlicht hatte, sodass sich der Prozess in Rom von 1932 bis 1936 auf 102 historisch gut dokumentierte Namen konzentrieren konnte. Dabei wurde der Nachweis des Martyriums nach den gültigen kanonischen Anforderungen allerdings nicht zuverlässig erbracht. Erst 1989 befasste sich der Theologe und Historiker Yves Blomme (* 1948) ein weiteres Mal mit dem Fall und legte 1992 eine neue Positio super Martyrio vor, die den Prozess auf jene 64 Priester einschränkt, deren Identität und Verehrungswürdigkeit hinreichend ermittelt und gesichert werden konnte. Das Verfahren führte am 1. Oktober 1995 zur Seligsprechung von „Jean-Baptiste Souzy, 1734–94, und 63 Gefährten“ als Märtyrer durch Papst Johannes Paul II.

## Liste der Seligen (alphabetisch)
- Adam, Louis-Armand-Joseph (* 19. Dezember 1741 in Rouen; † 13. Juli 1794), Franziskaner in Rouen (Deux-Associés)
- Ancel, Charles-Antoine-Nicolas (* 11. Oktober 1763 in Rouen; † 29. Juli 1794), Eudist (Mitglied der Kongregation von Jesus und Maria) und Seminarlehrer in Lisieux (Deux-Associés)
- Auriel-Constant, Antoine (* 19. April 1764 in Sainte-Mondane; † 16. Juni 1794), Kaplan in Calviac-en-Périgord und Pfarrer in Sainte-Mondane, Bistum Cahors (Deux-Associés)
- Banassat, Antoine (* 20. Mai 1729 in Guéret; † 18. August 1794), Pfarrer von Saint-Fiel (wo eine Straße nach ihm benannt ist) und Abgeordneter bei den Generalständen von 1789 bis zum 30. September 1791 (Deux-Associés)
- Beguignot, Claude (* 19. September 1736 in Langres; † 16. Juli 1794), Kartäuser in Le Petit-Quevilly (Deux Associés)
- Bourdon, Jean, Pater Protais (* 3. April 1747 in Sées; † 23. August 1794), Kapuziner in Sotteville-lès-Rouen (Deux-Associés)
- Brigeat (de) Lambert, Scipion-Jérôme (* 9. Juni 1733 in Ligny-en-Barrois; † 4. September 1794), Kanoniker und Dekan der Stiftsherren in Avranches, vorher Generalvikar (Washington)
- Brulard, Michel-Louis (* 11. Juni 1758 in Chartres; † 25. Juli 1794), Klosterbruder der Unbeschuhten Karmeliten in Charenton-le-Pont (Deux-Associés)
- Brunel, Gervais-Protais (* 18. Juni 1744 in Magnières, Département Meurthe-et-Moselle; † 20. August 1794), Trappist, Prior des Klosters La Trappe (dessen Novizenmeister Augustin de Lestrange war) (Deux Associés)[3]
- Charles, Paul-Jean, Pater Paul (* 29. September 1743 in Millery, Département Côte-d’Or; † 25. August 1794), Trappist, Prior des Klosters Sept-Fons (Deux-Associés)[4]
- Collas du Bignon, Charles-René (* 25. August 1743 in Mayenne; † 3. Juni 1794), Sulpizianer, Seminardirektor in Bourges (Deux-Associés, Insel Aix)
- Cordier, Jean-Nicolas (* 3. Dezember 1710 in Saint-André-en-Barrois, Département Meuse; † 30. September 1794), Jesuit (bis 1773), Priester im Bistum Verdun (Washington)
- De Bruxelles, Jean-Baptiste (* 12. September 1734 in Saint-Léonard-de-Noblat; 18. Juli 1794), Kanoniker in seinem Geburtsort (Deux Associés)
- Desgardins, Augustin-Joseph, Frater Élie (* 21. Dezember 1750 in Hénin-Liétard; † 6. Juli 1794), Trappist aus dem Kloster Sept-Fons (Deux Associés)[5]
- Dumonet, Claude (* 2. Februar 1747 in Prissé; † 13. September 1794), Priester und Gymnasiallehrer in Mâcon (Washington)
- Dumontet de Cardaillac, Florent (* 8. Februar 1749 in Saint-Méard; † 5. September 1794), Beichtvater des späteren Königs Ludwig XVIII. und der Gräfin der Provence Maria Josepha von Savoyen, dann Generalvikar des Bistums Castres (Deux-Associés)
- Dupas, Jacques-Morelle (* 10. November 1754 in Ruffec (Charente); 21. Juni 1794), Kaplan in Ruffec (Deux-Associés)
- Duverneuil, Jean-Baptiste, Pater Léonard (* ca. 1737 in Limoges; † 1. Juli 1794), Klosterbruder der Unbeschuhten Karmeliten in Angoulême (Deux-Associés)
- Favergne (oder: Faverge), Pierre-Sulpice-Christophe, Bruder Roger (* 25. Juli 1745 in Orléans; † 12. September 1794), Mitglied der Brüder der christlichen Schulen, Schuldirektor in Moulins (Deux-Associés)
- François, François, Pater Sébastien (* 17. Januar 1749 in Nancy; † 10. August 1794), Kapuziner (Deux-Associés)
- Gabilhaud, Pierre (* 26. Juli 1747 in Pont-Saint-Martin, heute: Saint-Bonnet-de-Bellac und Saint-Sornin-la-Marche; † 13. August 1794), Pfarrer von Saint-Christophe (Creuse) (Deux-Associés)
- Gagnot, Jacques, Bruder Hubert de Saint-Claude (* 9. Februar 1753 in Frolois bei Nancy; † 10. September 1794), Klosterbruder der Unbeschuhten Karmeliten in Nancy (Deux-Associés)
- Guillaume, Jean-Baptiste, Bruder Uldaric (* 1. Februar 1755 in Fraisans; † 27. August 1794), Mitglied der Brüder der christlichen Schulen in Nancy (Deux-Associés)
- Hanus (de Jumécourt), Charles-Arnould (* 18. Oktober 1723 in Nancy; † 28. August 1794), Pfarrer von Ligny-en-Barrois (Washington)
- Hunot, François (* 12. Februar 1753 in Brienon-sur-Armançon; † 6. Oktober 1794), Kanoniker in Brienon-sur-Armançon (Washington)
- Hunot, Jean (* 21. September 1742 in Brienon-sur-Armançon; † 7. Oktober 1794), Kanoniker in Brienon-sur-Armançon (Washington)
- Hunot, Sébastien-Loup (* 7. August 1745 in Brienon-sur-Armançon; † 17. November 1794), Kanoniker in Brienon-sur-Armançon (Washington)
- Huppy, Louis-Wulphy (* 1. April 1767 in Rue (Somme); † 29. August 1794), Priester des Bistums Limoges (Deux-Associés)
- Imbert, Joseph (* 15. Dezember 1719 in Marseille; † 9. Juni 1794), Jesuit, Generalvikar in Moulins (Deux-Associés)
- Jarrige de La Morelie de Biars, Barthélemy (* 18. März 1753 in Moutier, Département Haute-Vienne; 13. Juli 1794), Benediktiner der Abtei Lézat-sur-Lèze (Deux Associés)
- Jarrige de La Morelie de Breuil, Jean-François (* 11. Januar 1752 in Saint-Yrieix-la-Perche; † 31. Juli 1794), Kanoniker in Saint-Yrieix-la-Perche (Deux-Associés)
- Jarrige de La Morelie de Puyredon, Pierre (* 19. April 1737 in Saint-Yrieix-la-Perche; † 12. August 1794), Kanoniker in Saint-Yrieix-la-Perche (Deux-Associés, Insel Aix)
- Jouffret de Bonnefont, Claude-Joseph (* 23. Dezember 1752 in Gannat; † 10. August 1794), Sulpizianer, Seminardirektor in Autun (Deux Associés)
- Juge de Saint-Martin, Joseph (* 14. Juni 1739 in Limoges; † 7. Juli 1794), Sulpizianer, Kanoniker und Seminardirektor in Limoges (Deux-Associées)
- Labiche de Reignefort, Marcel-Gaucher (* 3. November 1751 in Limoges; † 26. Juli 1794), Mitglied der Societas Missionariorum in Limoges, Bruder von Pierre-Grégoire Labiche de Reignefort (1756–1831), Überlebender und wichtigster Berichterstatter (Deux-Associés)
- Laborie Du Vivier, Jean-Baptiste (* 19. September 1743 in Mâcon; † 27. September 1794), Kanoniker der Kathedrale von Mâcon (Deux-Associés)
- Labrouhe de Laborderie, Pierre-Yrieix (* 24. Mai 1756 in Saint-Yrieix-la-Perche; † 1. Juli 1794), Kanoniker in Saint-Yrieix-la-Perche (Deux-Associés)
- Laplace, Claude (* 15. November 1725 in Bourbon-Lancy; † 14. September 1794), Priester in Autun und/oder Moulins (Deux Associés)
- Laurent de Mascloux, Claude-Barnabé (* 11. Juni 1735 in Le Dorat; † 7. September 1794), Kanoniker in Le Dorat (Deux-Associés)
- Lebrun, Louis-François (* 4. April 1744 in Rouen; † 20. August 1794), Mauriner aus der Abtei Saint-Wandrille (Deux-Associés)
- Le Conte, Noël-Hilaire (* 3. Oktober 1765 in Chartres; † 17. August 1794), Priester und Kirchenmusiker der Kathedrale in Bourges (Deux-Associés)
- Le Groing de la Romagère, Pierre-Joseph (* 28. Juni 1752 in Saint-Sauvier, Département Allier; † 26. Juli 1794), Generalvikar des Erzbistums Bourges, Bruder von Mathias Le Groing de La Romagère (1756–1841), später Bischof von Saint-Brieuc und Tréguier, Überlebender und Berichterstatter (Deux-Associés)
- Leymarie de Laroche, Élie (* 8. Januar 1758 in Annesse-et-Beaulieu; † 22. August 1794), Prior in Coutras, Kirche Saint-Jean-Baptiste (Deux-Associés)
- Loir, Jean Baptiste Jacques Louis Xavier (* 11. März 1720 in Besançon; † 9. Mai 1794), Kapuziner in Lyon (Deux-Associés)
- Lombardie, Jacques (* 1. Dezember 1737 in Limoges; † 22. Juli 1794), Pfarrer von Saint-Hilaire-Foissac (Deux-Associées)
- Marchand, Michel-Bernard (* 28. September 1749 in Le Havre; † 15. Juli 1794), Priester im Erzbistum Rouen (Deux-Associés)
- Marchandon, André-Joseph (* 21. August 1745 in Bénévent-l’Abbaye; † 22. September 1794), Pfarrer von Marsac (Creuse) (Deux-Associés)
- Mayaudon, François (* 4. Mai 1739 in Terrasson-Lavilledieu; † 11. September 1794), Kanoniker und Generalvikar in Soissons, vorher in Saint-Brieuc (Deux-Associés)
- Ménestrel, Jean-Baptiste (* 5. Dezember 1748 in Serécourt; † 16. August 1794), Kanoniker in Remiremont (Washington)
- Mopinot, Jean, frère Léon (* 7. April 1724 in Reims; † 21. Mai 1794), Mitglied der Brüder der christlichen Schulen in Moulins (Deux-Associés)
- Noël, Pierre-Michel (* 23. Februar 1754 in Pavilly; † 5. August 1794), Priester im Erzbistum Rouen (Deux-Associés)
- Oudinot de la Boissière, François d' (* 3. September 1746 in Saint-Germain-les-Belles; † 7. September 1794), Kanoniker im Bistum Limoges (Deux-Associés)
- Papon, Philippe (5. Oktober 1744 in Saint-Pourçain-sur-Sioule; † 17. Juni 1794), Pfarrer von Contigny, Département Allier (Deux-Associés)
- Pergaud, Gabriel (* 29. Oktober 1752 in Saint-Priest-la-Plaine; † 21. Juli 1794), Augustinerchorherr im Kloster Beaulieu in Languédias (Deux-Associés)
- Petiniaud de Jourgnac, Raymond (* 3. Januar 1747 in Limoges; † 26. Juni 1794), Generalvikar des Bistums Limoges (Deux-Associés, Insel Aix)
- Rehm, Jean-Georges, Pater Thomas (* 21. April 1752 in Katzenthal; † 11. August 1794), Dominikaner in Sélestat (Deux-Associés)
- René, Georges-Edme (* 16. November 1748 in Saint-Père (Yonne); † 2. Oktober 1794), Kanoniker in Vézelay (Washington)
- Retouret, Jacques (* 15. September 1746 in Limoges; † 26. August 1794), Karmeliter in Limoges (Deux-Associés)
- Richard, Claude (* 19. Mai 1741 in Lérouville; † 9. August 1794), Benediktiner in Moyenmoutier (Deux-Associés)
- Savouret, Nicolas (* 27. Februar 1733 in Jonvelle; † 16. Juli 1794), Franziskaner in Moulins, Doktor der Theologie (Deux-Associés)
- Souzy, Jean-Baptiste (* 24. März 1732 in La Rochelle; † 27. August 1794), Generalvikar des Bistums La Rochelle, bestellt für die Deportierten (Deux-Associés)
- Tabouillot, Nicolas (* 16. Februar 1745 in Bar-le-Duc; † 23. Februar 1795), Pfarrer von Méligny-le-Grand, Département Meuse (Washington) (nicht zu verwechseln mit dem gleichnamigen Historiker, 1734–1799)
- Tiersot, Lazare (* 29. März 1739 in Semur-en-Auxois; † 10. August 1794), seit 1769 Kartäuser in Beaune (Washington)
- Vernoy de Montjournal, Jean-Baptiste (* 17. November 1736 in Autun; † 1. Juni 1794), Kanoniker in Moulins (Deux-Associés)